# 斯普林里弗鎮區 (阿肯色州勞倫斯縣)
斯普林里弗鎮區（英語：Spring River Township）是位於美國阿肯色州勞倫斯縣的一個行政鎮區。

## 地方資料
斯普林里弗鎮區的面積為90.14平方千米，當中陸地面積為89.91平方千米，而水域面積為0.23平方千米。根據2010年美國人口普查的數據，當地共有人口374人，而人口密度為每平方千米4.15人。